# Mistrzostwa Świata U-21 w Piłce Siatkowej Mężczyzn 2021
Mistrzostwa Świata U-21 Mężczyzn 2021 odbyły się we Włoszech oraz w Bułgarii w dniach 23 września – 3 października 2021. Zespoły rywalizowały w Cagliari, Carboni i Sofii. W turnieju wzięło udział 16 zespołów.

## Kwalifikacje
| Nazwa imprezy                                      | Data przeprowadzenia              | Gospodarz      | Miejsc | Zakwalifikowani                 |
| -------------------------------------------------- | --------------------------------- | -------------- | ------ | ------------------------------- |
| Gospodarz                                          | 13 października 2020              | Lozanna        | 2      | Włochy Bułgaria                 |
| Mistrzostwa Europy Juniorów w Piłce Siatkowej 2020 | 26 września - 4 października 2020 | Brno/Kuřim     | 2      | Rosja Belgia                    |
| Ameryka Północna Ranking                           | styczeń 2020                      | Santo Domingo  | 2      | Kuba Kanada                     |
| Ameryka Południowa Ranking                         | 1 marca 2021                      | Rio de Janeiro | 2      | Brazylia Argentyna              |
| Mistrzostwa Azji Juniorów w Piłce Siatkowej 2018   | 21 - 28 lipca 2018                | Ar-Rifa        | 2      | Iran Tajlandia Korea Południowa |
| Mistrzostwa Afryki Juniorów w Piłce Siatkowej 2016 | 20 - 24 lutego 2021               | Kair           | 2      | Egipt Kamerun                   |
| według rankingu FIVB                               | 1 marca 2021                      | Lozanna        | 4      | Maroko Bahrajn Polska Czechy    |
| Razem                                              |                                   |                | 16     |                                 |

- Korea Południowa wycofała się z turnieju, a w jej miejsce zajęła Tajlandia.

## Drużyny uczestniczące[2]
| Grupa A                                           | Grupa B                                          | Grupa C                                          | Grupa D                                           |
| ------------------------------------------------- | ------------------------------------------------ | ------------------------------------------------ | ------------------------------------------------- |
| Włochy U-21 Czechy U-21 Egipt U-21 Tajlandia U-21 | Polska U-21 Bułgaria U-21 Kuba U-21 Bahrajn U-21 | Argentyna U-21 Iran U-21 Belgia U-21 Maroko U-21 | Brazylia U-21 Rosja U-21 Kanada U-21 Kamerun U-21 |

## Składy drużyn

### Polska[3]
Sztab szkoleniowy
- Daniel Pliński – trener
- Ariel Fijoł, Bartosz Lickindorf – asystenci trenera

Zawodnicy
- 4. Jakub Kraut – przyjmujący
- 5. Jakub Strulak – środkowy
- 8. Dawid Pawlun – rozgrywający
- 9. Jakub Czerwiński – przyjmujący
- 10. Bartosz Gomułka – atakujący
- 12. Karol Urbanowicz – środkowy
- 13. Adrian Markiewicz – środkowy
- 14. Michał Gierżot – przyjmujący (kapitan)
- 18. Maciej Nowowsiak – libero
- 19. Dawid Dulski – atakujący
- 42. Igor Gniecki – rozgrywający
- 47. Antoni Kwasigroch – przyjmujący

### Włochy[5]
Sztab szkoleniowy
- Angiolino Frigoni – trener

Zawodnicy
- 1. Damiano Catania – libero
- 2. Leonardo Ferrato – rozgrywający
- 3. Francesco Comparoni – środkowy
- 4. Federico Crosato – środkowy
- 5. Alessandro Michieletto – przyjmujący
- 7. Mattia Gottardo – przyjmujący
- 9. Tommaso Stefani – atakujący
- 11. Andrea Schiro – przyjmujący
- 14. Giulio Magalini – przyjmujący
- 15. Tommaso Rinaldi – przyjmujący
- 16. Paolo Porro – rozgrywający
- 18. Nicola Cianciotta – środkowy

## System rozgrywek
W turnieju wzięło udział 16 drużyn podzielonych na 8 grupy po 4 zespoły w każdej. Drużyny w grupach rozgrywały ze sobą mecze systemem każdy z każdym. Po pierwszej fazie z walki o medale odpadły 2 najsłabsze drużyny z każdej grupy. Zespoły te walczyły o miejsca 9-16. Pozostałe drużyny awansowały do 1/8 finału a zwycięzcy 1/8 finału walczyły systemem pucharowym o miejsca 1-8.

## Hale sportowe
| Grupa A, E, faza finałowa | Grupa C, G, miejsca 5-8 | Grupa B, D, F, H, miejsca 9-12, miejsca 13-16 |
| ------------------------- | ----------------------- | --------------------------------------------- |
| Cagliari                  | Carbonia                | Sofia                                         |
| PalaPirastu               | Palazzetto dello sport  | Hala sportowa „Lewski Sofia”                  |
| Pojemność: 2266           | Pojemność: 1560         | Pojemność: 1700                               |
|                           |                         |                                               |

## I Runda[6]

### Faza grupowa[7]

#### Grupa A
| Lp. | Drużyna   | Mecze | Mecze   | Mecze   | Pkt | Sety | Sety | Sety  | Małe punkty | Małe punkty | Małe punkty |
| Lp. | Drużyna   | M     | W (3:2) | P (2:3) | Pkt | wyg. | prz. | ratio | zdob.       | str.        | ratio       |
| --- | --------- | ----- | ------- | ------- | --- | ---- | ---- | ----- | ----------- | ----------- | ----------- |
| 1   | Włochy    | 3     | 3 (0)   | 0 (0)   | 9   | 9    | 0    | MAX   | 225         | 140         | 1.607       |
| 2   | Czechy    | 3     | 2 (0)   | 1 (0)   | 6   | 6    | 4    | 1.500 | 230         | 212         | 1.085       |
| 3   | Tajlandia | 3     | 1 (0)   | 2 (0)   | 3   | 3    | 7    | 0.429 | 182         | 245         | 0.743       |
| 4   | Egipt     | 3     | 0 (0)   | 3 (0)   | 0   | 2    | 9    | 0.222 | 234         | 274         | 0.854       |

Źródło: en.volleyballworld.com
Punktacja: 3:0 i 3:1 – 3 pkt; 3:2 – 2 pkt; 2:3 – 1 pkt; 1:3 i 0:3 – 0 pkt
Zasady ustalania kolejności: 1. liczba zwycięstw; 2. liczba punktów; 3. stosunek setów; 4. stosunek małych punktów; 5. bilans w bezpośrednich meczach
     awans do 1/8 finału
     mecze o miejsca 9-16
Wyniki spotkań
| Data  | Godz. | Drużyna 1 | Wynik | Drużyna 2 | 1     | 2     | 3     | 4     | 5 | Widzów | *      |
| ----- | ----- | --------- | ----- | --------- | ----- | ----- | ----- | ----- | - | ------ | ------ |
| 23.09 | 16:00 | Czechy    | 3:1   | Egipt     | 25:20 | 25:16 | 29:31 | 25:23 |   |        | raport |
| 23.09 | 19:00 | Tajlandia | 0:3   | Włochy    | 12:25 | 15:25 | 13:25 |       |   |        | raport |
| 24.09 | 16:00 | Czechy    | 3:0   | Tajlandia | 25:16 | 25:16 | 25:15 |       |   |        | raport |
| 24.09 | 19:00 | Egipt     | 0:3   | Włochy    | 13:25 | 22:25 | 14:25 |       |   |        | raport |
| 25.09 | 16:00 | Egipt     | 1:3   | Tajlandia | 25:18 | 23:25 | 22:25 | 25:27 |   |        | raport |
| 25.09 | 19:00 | Włochy    | 3:0   | Czechy    | 25:16 | 25:15 | 25:20 |       |   |        | raport |

#### Grupa B
| Lp. | Drużyna  | Mecze | Mecze   | Mecze   | Pkt | Sety | Sety | Sety  | Małe punkty | Małe punkty | Małe punkty |
| Lp. | Drużyna  | M     | W (3:2) | P (2:3) | Pkt | wyg. | prz. | ratio | zdob.       | str.        | ratio       |
| --- | -------- | ----- | ------- | ------- | --- | ---- | ---- | ----- | ----------- | ----------- | ----------- |
| 1   | Polska   | 3     | 3 (0)   | 0 (0)   | 9   | 9    | 2    | 4.500 | 270         | 231         | 1.169       |
| 2   | Bułgaria | 3     | 2 (0)   | 1 (0)   | 6   | 7    | 3    | 2.333 | 240         | 231         | 1.039       |
| 3   | Kuba     | 3     | 1 (0)   | 2 (0)   | 3   | 4    | 7    | 0.571 | 237         | 252         | 0.940       |
| 4   | Bahrajn  | 3     | 0 (0)   | 3 (0)   | 0   | 1    | 9    | 0.111 | 211         | 244         | 0.865       |

Źródło: en.volleyballworld.com
Punktacja: 3:0 i 3:1 – 3 pkt; 3:2 – 2 pkt; 2:3 – 1 pkt; 1:3 i 0:3 – 0 pkt
Zasady ustalania kolejności: 1. liczba zwycięstw; 2. liczba punktów; 3. stosunek setów; 4. stosunek małych punktów; 5. bilans w bezpośrednich meczach
     awans do 1/8 finału
     mecze o miejsca 9-16
Wyniki spotkań
| Data  | Godz. | Drużyna 1 | Wynik | Drużyna 2 | 1     | 2     | 3     | 4     | 5 | Widzów | *      |
| ----- | ----- | --------- | ----- | --------- | ----- | ----- | ----- | ----- | - | ------ | ------ |
| 23.09 | 13:00 | Kuba      | 1:3   | Polska    | 16:25 | 19:25 | 25:18 | 19:25 |   |        | raport |
| 23.09 | 19:00 | Bułgaria  | 3:0   | Bahrajn   | 25:21 | 25:21 | 25:23 |       |   |        | raport |
| 24.09 | 16:00 | Polska    | 3:0   | Bahrajn   | 25:21 | 25:20 | 25:21 |       |   |        | raport |
| 24.09 | 19:00 | Kuba      | 0:3   | Bułgaria  | 21:25 | 22:25 | 21:25 |       |   |        | raport |
| 25.09 | 13:00 | Bahrajn   | 1:3   | Kuba      | 25:19 | 20:25 | 18:25 | 21:25 |   |        | raport |
| 25.09 | 19:00 | Polska    | 3:1   | Bułgaria  | 29:27 | 25:19 | 23:25 | 25:19 |   |        | raport |

#### Grupa C
| Lp. | Drużyna   | Mecze | Mecze   | Mecze   | Pkt | Sety | Sety | Sety  | Małe punkty | Małe punkty | Małe punkty |
| Lp. | Drużyna   | M     | W (3:2) | P (2:3) | Pkt | wyg. | prz. | ratio | zdob.       | str.        | ratio       |
| --- | --------- | ----- | ------- | ------- | --- | ---- | ---- | ----- | ----------- | ----------- | ----------- |
| 1   | Belgia    | 3     | 3 (1)   | 0 (0)   | 8   | 9    | 3    | 3.000 | 290         | 232         | 1.250       |
| 2   | Argentyna | 3     | 2 (1)   | 1 (0)   | 5   | 7    | 5    | 1.400 | 269         | 256         | 1.051       |
| 3   | Iran      | 3     | 1 (0)   | 2 (2)   | 5   | 7    | 6    | 1.167 | 288         | 271         | 1.063       |
| 4   | Maroko    | 3     | 0 (0)   | 3 (0)   | 0   | 0    | 9    | 0.000 | 137         | 225         | 0.609       |

Źródło: en.volleyballworld.com
Punktacja: 3:0 i 3:1 – 3 pkt; 3:2 – 2 pkt; 2:3 – 1 pkt; 1:3 i 0:3 – 0 pkt
Zasady ustalania kolejności: 1. liczba zwycięstw; 2. liczba punktów; 3. stosunek setów; 4. stosunek małych punktów; 5. bilans w bezpośrednich meczach
     awans do 1/8 finału
     mecze o miejsca 9-16
Wyniki spotkań
| Data  | Godz. | Drużyna 1 | Wynik | Drużyna 2 | 1     | 2     | 3     | 4     | 5     | Widzów | *      |
| ----- | ----- | --------- | ----- | --------- | ----- | ----- | ----- | ----- | ----- | ------ | ------ |
| 23.09 | 16:00 | Argentyna | 3:0   | Maroko    | 25:13 | 25:16 | 25:23 |       |       |        | raport |
| 23.09 | 19:00 | Belgia    | 3:2   | Iran      | 25:20 | 25:23 | 26:28 | 26:28 | 15:8  |        | raport |
| 24.09 | 16:00 | Maroko    | 0:3   | Belgia    | 16:25 | 12:25 | 16:25 |       |       |        | raport |
| 24.09 | 19:00 | Argentyna | 3:2   | Iran      | 25:20 | 20:25 | 24:26 | 25:18 | 19:17 |        | raport |
| 25.09 | 16:00 | Argentyna | 1:3   | Belgia    | 19:25 | 17:25 | 25:23 | 20:25 |       |        | raport |
| 25.09 | 19:00 | Iran      | 3:0   | Maroko    | 25:5  | 25:21 | 25:15 |       |       |        | raport |

#### Grupa D
| Lp. | Drużyna  | Mecze | Mecze   | Mecze   | Pkt | Sety | Sety | Sety  | Małe punkty | Małe punkty | Małe punkty |
| Lp. | Drużyna  | M     | W (3:2) | P (2:3) | Pkt | wyg. | prz. | ratio | zdob.       | str.        | ratio       |
| --- | -------- | ----- | ------- | ------- | --- | ---- | ---- | ----- | ----------- | ----------- | ----------- |
| 1   | Rosja    | 2     | 2 (1)   | 0 (0)   | 5   | 6    | 3    | 2.000 | 200         | 184         | 1.087       |
| 2   | Brazylia | 2     | 1 (0)   | 1 (1)   | 4   | 5    | 3    | 1.667 | 177         | 165         | 1.073       |
| 3   | Kanada   | 2     | 0 (0)   | 2 (0)   | 0   | 1    | 6    | 0.167 | 143         | 171         | 0.836       |

Źródło: en.volleyballworld.com
Punktacja: 3:0 i 3:1 – 3 pkt; 3:2 – 2 pkt; 2:3 – 1 pkt; 1:3 i 0:3 – 0 pkt
Zasady ustalania kolejności: 1. liczba zwycięstw; 2. liczba punktów; 3. stosunek setów; 4. stosunek małych punktów; 5. bilans w bezpośrednich meczach
     awans do 1/8 finału
     mecze o miejsca 9-16
- Reprezentacja Kamerunu wycofała się z turnieju

Wyniki spotkań
| Data  | Godz. | Drużyna 1 | Wynik | Drużyna 2 | 1     | 2     | 3     | 4     | 5    | Widzów | *      |
| ----- | ----- | --------- | ----- | --------- | ----- | ----- | ----- | ----- | ---- | ------ | ------ |
| 23.09 | 16:00 | Rosja     | 3:2   | Brazylia  | 16:25 | 25:22 | 23:25 | 25:21 | 15:9 |        | raport |
| 24.09 | 13:00 | Kanada    | 0:3   | Brazylia  | 22:25 | 21:25 | 18:25 |       |      |        | raport |
| 25.09 | 16:00 | Kanada    | 1:3   | Rosja     | 13:25 | 22:25 | 25:21 | 22:25 |      |        | raport |

## II runda

### Mecze o miejsca 1-8

#### Grupa E
| Lp. | Drużyna   | Mecze | Mecze   | Mecze   | Pkt | Sety | Sety | Sety  | Małe punkty | Małe punkty | Małe punkty |
| Lp. | Drużyna   | M     | W (3:2) | P (2:3) | Pkt | wyg. | prz. | ratio | zdob.       | str.        | ratio       |
| --- | --------- | ----- | ------- | ------- | --- | ---- | ---- | ----- | ----------- | ----------- | ----------- |
| 1   | Włochy    | 3     | 3 (0)   | 0 (0)   | 9   | 9    | 0    | MAX   | 228         | 183         | 1.246       |
| 2   | Argentyna | 3     | 2 (1)   | 1 (0)   | 5   | 6    | 6    | 1.000 | 273         | 264         | 1.034       |
| 3   | Czechy    | 3     | 1 (1)   | 2 (1)   | 3   | 5    | 8    | 0.625 | 255         | 287         | 0.889       |
| 4   | Belgia    | 3     | 0 (0)   | 3 (1)   | 1   | 3    | 9    | 0.333 | 254         | 276         | 0.920       |

Źródło: en.volleyballworld.com
Punktacja: 3:0 i 3:1 – 3 pkt; 3:2 – 2 pkt; 2:3 – 1 pkt; 1:3 i 0:3 – 0 pkt
Zasady ustalania kolejności: 1. liczba zwycięstw; 2. liczba punktów; 3. stosunek setów; 4. stosunek małych punktów; 5. bilans w bezpośrednich meczach
     awans do półfinału
     mecze o miejsca 5-8
Wyniki spotkań
| Data  | Godz. | Drużyna 1 | Wynik | Drużyna 2 | 1     | 2     | 3     | 4     | 5     | Widzów | *      |
| ----- | ----- | --------- | ----- | --------- | ----- | ----- | ----- | ----- | ----- | ------ | ------ |
| 27.09 | 16:00 | Czechy    | 3:2   | Belgia    | 14:25 | 22:25 | 25:23 | 25:18 | 15:12 |        | raport |
| 27.09 | 19:00 | Włochy    | 3:0   | Argentyna | 25:22 | 26:24 | 25:20 |       |       |        | raport |
| 28.09 | 16:00 | Belgia    | 1:3   | Argentyna | 21:25 | 25:23 | 19:25 | 21:25 |       |        | raport |
| 28.09 | 19:00 | Włochy    | 3:0   | Czechy    | 25:19 | 25:18 | 25:15 |       |       |        | raport |
| 29.09 | 16:00 | Czechy    | 2:3   | Argentyna | 25:22 | 22:25 | 17:25 | 25:22 | 13:15 |        | raport |
| 29.09 | 19:00 | Włochy    | 3:0   | Belgia    | 25:17 | 25:23 | 27:25 |       |       |        | raport |

### Grupa F
| Lp. | Drużyna  | Mecze | Mecze   | Mecze   | Pkt | Sety | Sety | Sety  | Małe punkty | Małe punkty | Małe punkty |
| Lp. | Drużyna  | M     | W (3:2) | P (2:3) | Pkt | wyg. | prz. | ratio | zdob.       | str.        | ratio       |
| --- | -------- | ----- | ------- | ------- | --- | ---- | ---- | ----- | ----------- | ----------- | ----------- |
| 1   | Rosja    | 3     | 3 (0)   | 0 (0)   | 9   | 9    | 1    | 9.000 | 250         | 223         | 1.121       |
| 2   | Polska   | 3     | 2 (1)   | 1 (0)   | 5   | 7    | 6    | 1.167 | 292         | 295         | 0.990       |
| 3   | Brazylia | 3     | 1 (0)   | 2 (0)   | 3   | 4    | 6    | 0.667 | 247         | 231         | 1.069       |
| 4   | Bułgaria | 3     | 0 (0)   | 3 (1)   | 1   | 2    | 9    | 0.222 | 219         | 259         | 0.846       |

Źródło: en.volleyballworld.com
Punktacja: 3:0 i 3:1 – 3 pkt; 3:2 – 2 pkt; 2:3 – 1 pkt; 1:3 i 0:3 – 0 pkt
Zasady ustalania kolejności: 1. liczba zwycięstw; 2. liczba punktów; 3. stosunek setów; 4. stosunek małych punktów; 5. bilans w bezpośrednich meczach
     awans do półfinału
     mecze o miejsca 5-8
Wyniki spotkań
| Data  | Godz. | Drużyna 1 | Wynik | Drużyna 2 | 1     | 2     | 3     | 4     | 5     | Widzów | *      |
| ----- | ----- | --------- | ----- | --------- | ----- | ----- | ----- | ----- | ----- | ------ | ------ |
| 27.09 | 13:00 | Polska    | 3:1   | Brazylia  | 28:26 | 25:23 | 19:25 | 25:23 |       |        | raport |
| 27.09 | 19:00 | Bułgaria  | 0:3   | Rosja     | 21:25 | 22:25 | 19:25 |       |       |        | raport |
| 28.09 | 13:00 | Rosja     | 3:0   | Brazylia  | 27:25 | 25:21 | 31:29 |       |       |        | raport |
| 28.09 | 19:00 | Polska    | 3:2   | Bułgaria  | 21:25 | 23:25 | 25:22 | 25:22 | 15:12 |        | raport |
| 29.09 | 13:00 | Polska    | 1:3   | Rosja     | 23:25 | 25:17 | 18:25 | 20:25 |       |        | raport |
| 29.09 | 19:00 | Bułgaria  | 0:3   | Brazylia  | 14:25 | 22:25 | 15:25 |       |       |        | raport |

### Mecze o miejsca 9-16

#### Grupa G
| Lp. | Drużyna   | Mecze | Mecze   | Mecze   | Pkt | Sety | Sety | Sety  | Małe punkty | Małe punkty | Małe punkty |
| Lp. | Drużyna   | M     | W (3:2) | P (2:3) | Pkt | wyg. | prz. | ratio | zdob.       | str.        | ratio       |
| --- | --------- | ----- | ------- | ------- | --- | ---- | ---- | ----- | ----------- | ----------- | ----------- |
| 1   | Iran      | 3     | 3 (0)   | 0 (0)   | 9   | 9    | 0    | MAX   | 225         | 153         | 1.471       |
| 2   | Tajlandia | 3     | 2 (0)   | 1 (0)   | 6   | 6    | 3    | 2.000 | 220         | 218         | 1.009       |
| 3   | Egipt     | 3     | 1 (0)   | 2 (0)   | 3   | 4    | 7    | 0.571 | 256         | 243         | 1.053       |
| 4   | Maroko    | 3     | 0 (0)   | 3 (0)   | 0   | 1    | 9    | 0.111 | 160         | 247         | 0.648       |

Źródło: en.volleyballworld.com
Punktacja: 3:0 i 3:1 – 3 pkt; 3:2 – 2 pkt; 2:3 – 1 pkt; 1:3 i 0:3 – 0 pkt
Zasady ustalania kolejności: 1. liczba zwycięstw; 2. liczba punktów; 3. stosunek setów; 4. stosunek małych punktów; 5. bilans w bezpośrednich meczach
     mecze o miejsca 9-12
     mecze o miejsca 13-16
Wyniki spotkań
| Data  | Godz. | Drużyna 1 | Wynik | Drużyna 2 | 1     | 2     | 3     | 4     | 5 | Widzów | *      |
| ----- | ----- | --------- | ----- | --------- | ----- | ----- | ----- | ----- | - | ------ | ------ |
| 27.09 | 16:00 | Tajlandia | 3:0   | Maroko    | 25:12 | 25:15 | 25:22 |       |   |        | raport |
| 27.09 | 19:00 | Egipt     | 0:3   | Iran      | 22:25 | 23:25 | 20:25 |       |   |        | raport |
| 28.09 | 16:00 | Iran      | 3:0   | Maroko    | 25:9  | 25:14 | 25:13 |       |   |        | raport |
| 28.09 | 19:00 | Tajlandia | 3:1   | Egipt     | 25:23 | 25:23 | 18:25 | 25:23 |   |        | raport |
| 29.09 | 16:00 | Egipt     | 3:1   | Maroko    | 22:25 | 25:12 | 25:19 | 25:19 |   |        | raport |
| 29.09 | 19:00 | Tajlandia | 0:3   | Iran      | 18:25 | 12:25 | 22:25 |       |   |        | raport |

### Grupa H
| Lp. | Drużyna | Mecze | Mecze   | Mecze   | Pkt | Sety | Sety | Sety  | Małe punkty | Małe punkty | Małe punkty |
| Lp. | Drużyna | M     | W (3:2) | P (2:3) | Pkt | wyg. | prz. | ratio | zdob.       | str.        | ratio       |
| --- | ------- | ----- | ------- | ------- | --- | ---- | ---- | ----- | ----------- | ----------- | ----------- |
| 1   | Kanada  | 2     | 2 (0)   | 0 (0)   | 6   | 6    | 0    | MAX   | 150         | 119         | 1.261       |
| 2   | Kuba    | 2     | 1 (0)   | 1 (0)   | 3   | 3    | 4    | 0.750 | 162         | 172         | 0.942       |
| 3   | Bahrajn | 2     | 0 (0)   | 2 (0)   | 0   | 1    | 6    | 0.167 | 157         | 178         | 0.882       |

Źródło: en.volleyballworld.com
Punktacja: 3:0 i 3:1 – 3 pkt; 3:2 – 2 pkt; 2:3 – 1 pkt; 1:3 i 0:3 – 0 pkt
Zasady ustalania kolejności: 1. liczba zwycięstw; 2. liczba punktów; 3. stosunek setów; 4. stosunek małych punktów; 5. bilans w bezpośrednich meczach
     mecze o miejsca 9-12
     mecze o miejsca 13-16
Wyniki spotkań
| Data  | Godz. | Drużyna 1 | Wynik | Drużyna 2 | 1     | 2     | 3     | 4     | 5 | Widzów | *      |
| ----- | ----- | --------- | ----- | --------- | ----- | ----- | ----- | ----- | - | ------ | ------ |
| 27.09 | 16:00 | Bahrajn   | 0:3   | Kanada    | 22:25 | 21:25 | 17:25 |       |   |        | raport |
| 28.09 | 16:00 | Kuba      | 3:1   | Bahrajn   | 26:28 | 25:21 | 27:25 | 25:23 |   |        | raport |
| 29.09 | 16:00 | Kuba      | 0:3   | Kanada    | 21:25 | 21:25 | 17:25 |       |   |        | raport |

## Runda pucharowa

### Mecze o miejsca 13-16
| Data  | Godz. | Drużyna 1 | Wynik | Drużyna 2 | 1     | 2     | 3     | 4 | 5 | Widzów | *      |
| ----- | ----- | --------- | ----- | --------- | ----- | ----- | ----- | - | - | ------ | ------ |
| 02.10 | 13:00 | Bahrajn   | 3:0   | Maroko    | 25:21 | 25:13 | 25:22 |   |   |        | raport |

### Mecz o 13 miejsce
| Data  | Godz. | Drużyna 1 | Wynik | Drużyna 2 | 1     | 2     | 3     | 4     | 5    | Widzów | *      |
| ----- | ----- | --------- | ----- | --------- | ----- | ----- | ----- | ----- | ---- | ------ | ------ |
| 03.10 | 10:00 | Egipt     | 3:2   | Bahrajn   | 26:28 | 26:24 | 22:25 | 25:16 | 15:9 |        | raport |

### Mecze o miejsca 9-12
| Data  | Godz. | Drużyna 1 | Wynik | Drużyna 2 | 1     | 2     | 3     | 4     | 5 | Widzów | *      |
| ----- | ----- | --------- | ----- | --------- | ----- | ----- | ----- | ----- | - | ------ | ------ |
| 02.10 | 16:00 | Kanada    | 3:0   | Tajlandia | 25:20 | 25:16 | 25:17 |       |   |        | raport |
| 02.10 | 19:00 | Iran      | 3:1   | Kuba      | 25:15 | 25:19 | 17:25 | 25:23 |   |        | raport |

### Mecz o 11 miejsce
| Data  | Godz. | Drużyna 1 | Wynik | Drużyna 2 | 1     | 2     | 3     | 4     | 5 | Widzów | *      |
| ----- | ----- | --------- | ----- | --------- | ----- | ----- | ----- | ----- | - | ------ | ------ |
| 03.10 | 13:00 | Tajlandia | 1:3   | Kuba      | 37:35 | 18:25 | 16:25 | 23:25 |   |        | raport |

### Mecz o 9 miejsce
| Data  | Godz. | Drużyna 1 | Wynik | Drużyna 2 | 1     | 2     | 3     | 4     | 5 | Widzów | *      |
| ----- | ----- | --------- | ----- | --------- | ----- | ----- | ----- | ----- | - | ------ | ------ |
| 03.10 | 16:00 | Kanada    | 1:3   | Iran      | 17:25 | 21:25 | 27:25 | 15:25 |   |        | raport |

### Mecze o miejsca 5-8
| Data  | Godz. | Drużyna 1 | Wynik | Drużyna 2 | 1     | 2     | 3     | 4     | 5 | Widzów | *      |
| ----- | ----- | --------- | ----- | --------- | ----- | ----- | ----- | ----- | - | ------ | ------ |
| 02.10 | 16:00 | Czechy    | 1:3   | Bułgaria  | 26:24 | 22:25 | 22:25 | 23:25 |   | 45     | raport |
| 02.10 | 19:00 | Brazylia  | 1:3   | Belgia    | 25:19 | 24:26 | 21:25 | 23:25 |   | 110    | raport |

### Mecz o 7 miejsce
| Data  | Godz. | Drużyna 1 | Wynik | Drużyna 2 | 1     | 2     | 3     | 4 | 5 | Widzów | *      |
| ----- | ----- | --------- | ----- | --------- | ----- | ----- | ----- | - | - | ------ | ------ |
| 03.10 | 16:00 | Czechy    | 0:3   | Brazylia  | 13:25 | 21:25 | 15:25 |   |   | 45     | raport |

### Mecz o 5 miejsce
| Data  | Godz. | Drużyna 1 | Wynik | Drużyna 2 | 1     | 2     | 3     | 4     | 5 | Widzów | *      |
| ----- | ----- | --------- | ----- | --------- | ----- | ----- | ----- | ----- | - | ------ | ------ |
| 03.10 | 19:00 | Bułgaria  | 1:3   | Belgia    | 25:19 | 22:25 | 20:25 | 23:25 |   |        | raport |

### Półfinały
| Data  | Godz. | Drużyna 1 | Wynik | Drużyna 2 | 1     | 2     | 3     | 4     | 5     | Widzów | *      |
| ----- | ----- | --------- | ----- | --------- | ----- | ----- | ----- | ----- | ----- | ------ | ------ |
| 02.10 | 16:00 | Rosja     | 3:0   | Argentyna | 27:25 | 28:26 | 25:17 |       |       | 550    | raport |
| 02.10 | 19:00 | Włochy    | 3:2   | Polska    | 20:25 | 20:25 | 25:11 | 25:20 | 15:12 | 800    | raport |

### Mecz o 3 miejsce
| Data  | Godz. | Drużyna 1 | Wynik | Drużyna 2 | 1     | 2     | 3     | 4 | 5 | Widzów | *      |
| ----- | ----- | --------- | ----- | --------- | ----- | ----- | ----- | - | - | ------ | ------ |
| 03.10 | 16:00 | Argentyna | 0:3   | Polska    | 16:25 | 14:25 | 19:25 |   |   | 800    | raport |

### Finał
| Data  | Godz. | Drużyna 1 | Wynik | Drużyna 2 | 1     | 2     | 3     | 4 | 5 | Widzów | *      |
| ----- | ----- | --------- | ----- | --------- | ----- | ----- | ----- | - | - | ------ | ------ |
| 03.10 | 19:00 | Rosja     | 0:3   | Włochy    | 19:25 | 22:25 | 20:25 |   |   | 800    | raport |

## Nagrody indywidualne
| Najlepszy zawodnik (MVP) | Najlepszy atakujący | Najlepsi środkowi                  | Najlepszy rozgrywający | Najlepsi przyjmujący         | Najlepszy libero |
| ------------------------ | ------------------- | ---------------------------------- | ---------------------- | ---------------------------- | ---------------- |
| Alessandro Michieletto   | Roman Muraszko      | Karol Urbanowicz Nicola Cianciotta | Paolo Porro            | Tommaso Rinaldi Manuel Armoa | Damiano Catania  |

## Klasyfikacja końcowa
| Miejsce | Reprezentacja  |
| ------- | -------------- |
| złoto   | Włochy U-21    |
| srebro  | Rosja U-21     |
| brąz    | Polska U-21    |
| 4.      | Argentyna U-21 |
| 5.      | Belgia U-21    |
| 6.      | Bułgaria U-21  |
| 7.      | Brazylia U-21  |
| 8.      | Czechy U-21    |
| 9.      | Iran U-21      |
| 10.     | Kanada U-21    |
| 11.     | Kuba U-21      |
| 12.     | Tajlandia U-21 |
| 13.     | Egipt U-21     |
| 14.     | Bahrajn U-21   |
| 15.     | Maroko U-21    |
| 16.     | Kamerun U-21   |